# Bágalakóte
Bágalakóte (kannadsky ಬಾಗಲಕೋಟೆ) je město ve státě Karnátaka v Indii.

## Poloha
Nachází se na břehu řeky Ghataprabha asi 481 km severozápadně od hlavního města státu Bengalúru, 410 km  jihozápadně od Hajdarábádu a asi 570 km jihovýchodně od města Bombaj.
Město se nachází v průměrné nadmořské výšce 533 metrů.

## Obyvatelstvo
Dle sčítání obyvatel z roku 2011 činila populace města 111 933 obyvatel. 
V době sčítání 69,10 % obyvatel mluvilo kannadsky, 22,15 % urdsky, 3,94 % maráthsky a 1,07 % hindsky. 
Více než 70% obyvatel ve městě vyznává hinduismus.